# Ugo Humbert
Ugo Humbert (Metz, 26 juni 1998) is een Franse tennisspeler. Hij heeft 3 ATP-toernooien in het enkelspel op zijn naam staan.

## Palmares

### Palmares enkelspel
| Legenda                       | Legenda               |
| ----------------------------- | --------------------- |
| Grand Slam                    |                       |
| Olympische Spelen             |                       |
| tot 2009                      | vanaf 2009            |
| Tennis Masters Cup            | ATP Finals            |
| ATP Masters Series            | ATP Tour Masters 1000 |
| ATP International Series Gold | ATP Tour 500          |
| ATP International Series      | ATP Tour 250          |

### Enkelspel
| Nr.              | Datum           | Toernooi      | Ondergrond    | Tegenstander in finale | Score               | Details |
| ---------------- | --------------- | ------------- | ------------- | ---------------------- | ------------------- | ------- |
| gewonnen finales |                 |               |               |                        |                     |         |
| 1.               | 18 januari 2020 | ATP Auckland  | Hardcourt     | Benoît Paire           | 7-6(2), 3-6, 7-6(5) | Details |
| 2.               | 25 oktober 2020 | ATP Antwerpen | Hardcourt (i) | Alex de Minaur         | 6-1, 7-6(4)         | Details |
| 3.               | 20 juni 2021    | ATP Halle     | Gras          | Andrej Roebljov        | 6-3, 7-6(4)         | Details |

## Resultaten grote toernooien
| Legenda | Legenda                          |
| ------- | -------------------------------- |
| g.t.    | geen toernooi gehouden           |
| l.c.    | lagere categorie                 |
| –       | niet deelgenomen                 |
| G       | uitgeschakeld in de groepsfase   |
| 1R      | uitgeschakeld in de eerste ronde |
| 2R      | uitgeschakeld in de tweede ronde |
| 3R      | uitgeschakeld in de derde ronde  |
| 4R      | uitgeschakeld in de vierde ronde |
| KF      | uitgeschakeld in de kwartfinale  |
| HF      | uitgeschakeld in de halve finale |
| F       | de finale verloren               |
| W       | het toernooi gewonnen            |
| w-v     | winst/verlies-balans             |

### Enkelspel
| grandslamtoernooien  |      |      |      |    |
| Australian Open      | –    | 1R   | 1R   | 2R |
| Roland Garros        | –    | 1R   | 1R   | 1R |
| Wimbledon            | –    | 4R   | g.t. | 1R |
| US Open              | 2R   | 1R   | 2R   |    |
| ATP Masters 1000     |      |      |      |    |
| Indian Wells         | –    | 1R   | g.t. |    |
| Miami                | –    | 1R   | g.t. | 3R |
| Monte Carlo          | –    | –    | g.t. | 1R |
| Madrid               | –    | –    | g.t. | 1R |
| Rome                 | –    | –    | 3R   | 1R |
| Montreal/Toronto     | –    | –    | g.t. | 2R |
| Cincinnati           | –    | –    | 1R   |    |
| Shanghai             | –    | –    | g.t. |    |
| Parijs               | 1R   | 1R   | KF   |    |
| olympisch            |      |      |      |    |
| Olympische Spelen    | g.t. | g.t. | g.t. | KF |
| statistieken         |      |      |      |    |
| totaal aantal titels | 0    | 0    | 2    | 1  |
| eindejaarsranking    | 102  | 57   | 30   |    |

### Dubbelspel
| Grandslamtoernooien  |      |      |      |   |
| Australian Open      | –    | –    | 1R   | – |
| Roland Garros        | 1R   | 1R   | 1R   | – |
| Wimbledon            | –    | 1R   | g.t. | – |
| US Open              | –    | –    | –    |   |
| ATP Masters 1000     |      |      |      |   |
| Indian Wells         | –    | –    | g.t. |   |
| Miami                | –    | –    | g.t. | – |
| Monte Carlo          | –    | –    | g.t. | – |
| Madrid               | –    | –    | g.t. | – |
| Rome                 | –    | –    | –    | – |
| Montreal/Toronto     | –    | –    | g.t. | – |
| Cincinnati           | –    | –    | –    |   |
| Shanghai             | –    | –    | g.t. |   |
| Parijs               | –    | –    | 1R   |   |
| Olympische Spelen    |      |      |      |   |
| Olympische Spelen    | g.t. | g.t. | g.t. | – |
| Statistieken         |      |      |      |   |
| Totaal aantal titels | 0    | 0    | 0    | 0 |
| Eindejaarsranking    | 691  | 367  | 504  |   |